# Deutsche Marine-Expedition

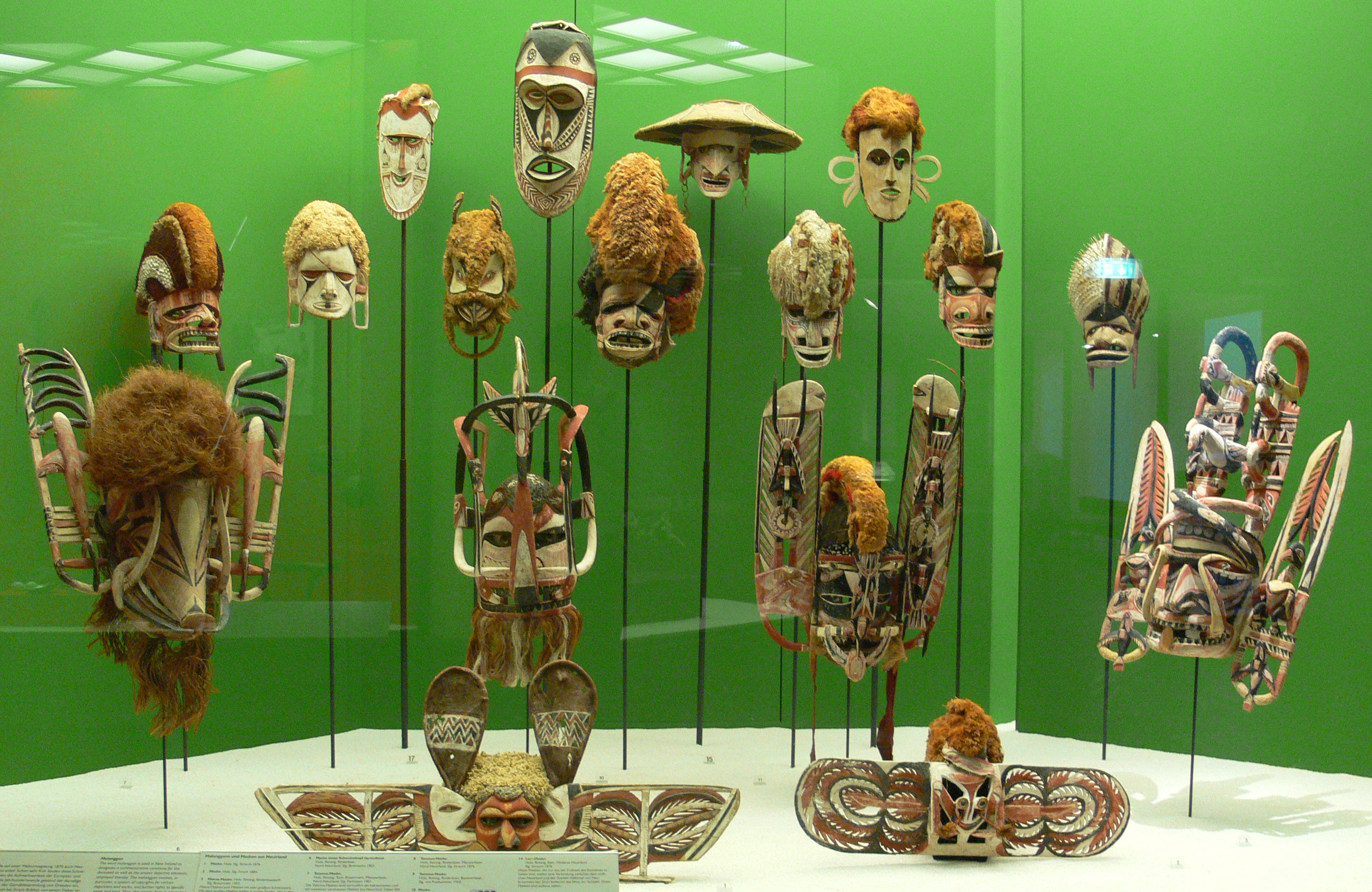
Malanggan-Masken aus Neuirland. Ethnologisches Museum, Berlin-Dahlem

Die Deutsche Marine-Expedition (1907-1909) war eine vom Museum für Völkerkunde in Berlin entsandte Forschungs- und Sammelreise nach Neumecklenburg (dem heutigen Neuirland) in Papua-Neuguinea. Ihr Ziel war die umfassende ethnografische und anthropologische Erforschung des damals deutschen Kolonialgebietes. Die Deutsche Marine-Expedition war eine der ersten deutschen wissenschaftlichen Forschungsreisen, die lokal stationierte Feldforschung zu Erlangung soziologischer, linguistischer und anthropologischer Kenntnisse über die Bevölkerungen durchführte.

## Hintergrund
Neuirland wurde von 1885 bis 1899 von der Neuguinea-Kompagnie verwaltet und war von 1899 bis 1914 Teil der deutschen Kolonie Deutsch-Neuguinea. Während der Zeit der deutschen Kolonialherrschaft fanden verschiedene wissenschaftliche Expeditionen zur Erforschung des Gebietes statt. So erforschte Georg von Schleinitz 1875 auf seiner Weltumseglung mit dem Kriegsschiff Gazelle die Insel. Felix von Luschan, der Direktor der Abteilung Afrika und Ozeanien am Berliner Museum für Völkerkunde, initiierte im Sommer 1907 eine wissenschaftliche Expedition in das deutsche Kolonialgebiet im heutigen Papua-Neuguinea. Ursprünglich war das westliche Neupommern als Zielgebiet vorgesehen, aber vor Ort und unter dem Einfluss von Albert Hahl, dem deutschen Gouverneur  von Neuguinea, wurde entschieden, die Forschungen auf Neumecklenburg zu konzentrieren.

## Organisation und Finanzierung
Die Kosten wurden weitgehend vom Preußischen Ministerium der geistlichen-, Unterrichts- und Medizinalangelegenheiten getragen. Die Expedition unterstand der Oberaufsicht der Kaiserlichen Marine, die sich auch an dem ursprünglich vorgesehenen 50 000 Mark umfassenden und im März 1909 um 6000 Mark erweiterten Gesamtetat beteiligte.

## Teilnehmer der Expedition
Die Expedition fand in den Jahren 1907–09 statt und stand zunächst unter der Leitung von Marine-Stabsarzt Emil Stephan. Sein 1907 erschienenes Werk Südseekunst. Beiträge zur Kunst des Bismarck-Archipels und zur Urgeschichte der Kunst überhaupt, die erste Publikation, die sich systematisch und aus Sicht eines Wissenschaftlers mit der Kunst dieser Region auseinandersetzte, hatte ihn für diese Aufgabe empfohlen. Nach Stephans Tod übernahm Augustin Krämer mit seiner Ehefrau Elisabeth Krämer-Bannow dessen Position. Beide Expeditionsleiter standen im Sold der Kaiserlichen Marine. Die weiteren Teilnehmer der Expedition waren der Schweizer Anthropologe und Ethnologe Otto Schlaginhaufen, der Berliner Ethnologe Edgar Walden (1876–1914) sowie der Fotograf Richard Schilling.

## Die Expedition
Die Expeditionsmitglieder trafen am 3. November 1907 in Simpsonhafen ein. Am 29. November 1907 erreichte Walden mit dem Vermessungsschiff SMS Planet  Kavieng und errichtete eine Station im Rathaus von Fezoa, im Norden von Neumecklenburg. Von dort aus unternahm er monatelangen Reisen zu den Tanga-Inseln, den Tabar-Inseln und nach Neu-Hannover.
Das Südlager wurde ab dem 1. Dezember 1907 in Muliama, einem kleinen Hafen an der Ostküste Süd-Neumecklenburgs errichtet.  Es bestand bis Ende Dezember 1908. Im Lager Muliama waren zeitweilig außer den Wissenschaftlern Schlaginhaufen und Krämer, Krämer-Bannow und dem Fotografen Schilling auch neun einheimische Polizeisoldaten, ein Koch sowie mehrere Bedienstete, insgesamt bis zu 20 Mann, tätig. Die kolonialen Verhältnisse prägten die Durchführung der Expedition. Die Forscher betraten unbekannte Dörfer meist nur in Begleitung der Polizeisoldaten. Die Schiffsreisen erfolgten auch an Bord von Schiffen, die zu Strafexpeditionen unterwegs waren. Für die Forscher war es von Vorteil, dass sie die Einrichtungen und Dienstleistungen der Marine kostengünstig in Anspruch nehmen konnten.
Die Teilnehmer der Expedition besuchten die vorgelagerten Inseln Neumecklenburgs sowie andere Inseln Melanesiens. Sie unternahmen Wanderungen im Innern der Insel sowie entlang der Küsten. Eine Aufgabe der Expedition war die Auflistung von Ortschaften und Bevölkerungen der Insel. Häufigstes Einzelmotiv der 796 im Inventarbuch des Berliner Museums verzeichneten Fotografien der Expedition waren Menschen, die mit Ritualen befasst waren und  Objekte, die damit im Zusammenhang standen, sowie physiognomisch orientierte Aufnahmen von Menschen und Fotografien von Häusern und Dorfanlagen. Es wurden ausführliche Vokabellisten einiger Sprachen Neumecklenburgs erstellt. Otto Schlaginhaufen sammelte etwa 800 Schädel für das Königlich-Sächsische Museum in Dresden, 357 davon allein auf den Feni-Inseln.
Emil Stephan starb am 25. Mai 1908 in Namatanai auf Neumecklenburg an Schwarzwasserfieber. Nach Emil Stephans Tod wurde der Marinearzt Augustin Krämer Leiter der Deutschen Marineexpedition. Anfang 1909 verlegte Krämer das Lager nach Lamassong in Mittel-Neumecklenburg und später in das zehn Kilometer nördlich gelegene Hamba (Amba), das Zentrum der Malanggan- und Uli-Schnitzkunst. Krämer datierte das Ende der Expedition auf Mai 1909. Er reiste kurz darauf nach Mikronesien und  übernahm dort die Leitung der Hamburger Südsee-Expedition. Walden führte noch bis 1910 im Norden von Neumecklenburg die begonnenen Forschungen fort. Schlaginhaufen unternahm von Juni 1909 bis Ende des Jahres im Auftrag des Dresdner Museums eine von Georg Arnhold finanzierte Studienreise an den Sepik in Neuguinea.

## Ergebnisse
Erst 1925 konnte Augustin Krämer die Ergebnisse seiner Forschungen veröffentlichen. Emil Stephan schenkte zur Erinnerung an seine Studienzeit in Freiburg einige Doubletten seiner Südseesammlung dem Museum für Völkerkunde Freiburg.